# 张嗣义
张嗣义（1955年10月—），湖北省黄石市人，中华人民共和国政治人物，高级经济师，企业家。湖北省十堰市原市长。1972年4月参加工作，1979年6月加入中国共产党。

## 生平
1972年毕业于黄石一中。1977年毕业于华中师范学院黄石分院并留校任教。1984年调入中共黄石市委机关工作，历任政研室科长、副主任，大冶县副县长、县委副书记、代县长、县长。1994年大冶撤县设市后，继续担任市委副书记、市长。1997年调任黄石市人民政府市长助理，1999年任黄石市副市长，2004年任中共黄石市委常委、秘书长。2006年8月14日，从黄石市调至潜江市，任市委书记。2007年，当选中共湖北省第九届委员会候补委员。2008年7月31日，任十堰市人民政府副市长、代理市长。2008年9月，当选市长。
2020年6月1日，调至湖北省人民政府国有资产监督管理委员会工作。2010年8月，担任新成立的湖北省交通投资集团有限公司董事长、党委书记。2019年，不再担任省交投集团党委书记、董事长。2019年6月，任中共湖北省委第十一巡回指导组组长。

## 荣誉
2015年，获湖北省劳动模范荣誉称号。2018年1月，获中国生产力学会创新推进委员会颁发的“2017中国优秀创新企业家”荣誉称号。2018年6月，获中国企业联合会、中国企业家协会和中国企业管理科学基金会颁发的“2017－2018年度全国优秀企业家”称号。